# Owen Edwards (hlasatel)
Owen Edwards (26. prosince 1933 – 30. srpna 2010) byl velšský televizní hlasatel. Jeho otcem byl historik Ifan ab Owen Edwards. Narodil se v Aberystwythu a nejprve studoval na místní velšskojazyčné škole. Později docházel na školy v Readingu a Oxfordu. Již v padesátých letech moderoval jeden z prvních velšskojazyčných televizních programů Dewch i Mewn. V letech 1961 až 1966 moderoval zpravodajský pořad Heddiw vysílaný BBC. V roce 1974 se stal ředitelem BBC Wales a později působil na pozici výkonného ředitele televizního kanálu S4C. Zemřel v roce 2010 ve věku 76 let.